# Међународни дан очувања екосистема мангрова
Међународни дан очувања екосистема мангрова је празник Организације УН за образовање, науку и културу (УНЕСКО) који се обиљежава сваке године 26. јула.
Овај Међународни дан одредила је Генерална конференција Унеска 2015. године, а први пут је одржан у јулу 2016. године.
Мангрове су плодни екосистеми који подржавају богат биодиверзитет, а њихова тла су ефикасни понори угљеника. Они такође формирају природне обалне баријере против олујних удара.
Ипак, према УНЕСКО-у, неке земље су изгубиле више од 40% својих мангрова између 1980. и 2005. године.
УНЕСКО-ва заштита екосистема мангрова укључује укључивање мангрова у резервате биосфере, места светске баштине и Унеско глобалне геопаркове, као и заштиту екосистема плавог угљеника.